# 요엘 포흐얀팔로
요엘 율리우스 일마리 포흐얀팔로(핀란드어: Joel Julius Ilmari Pohjanpalo, 1994년 9월 13일 ~ )는 핀란드의 프로 축구 선수로, 세리에 B 클럽 팔레르모와 핀란드 국가대표팀에서 공격수로 활약하고 있다.
포흐얀팔로는 2011년 10월 26일, 17세의 나이로 베이카우스리가에 데뷔한 후 2013년 19세의 나이로 독일로 이주했다. 독일과 튀르키예에서 여러 차례 성공적인 임대 생활을 마친 포흐얀팔로는 2022년 바이어 레버쿠젠을 떠나 이탈리아 클럽 베네치아에 인수되어 팬들이 가장 좋아하는 컬트 선수가 되었고, 팀 주장으로서 베네치아가 2024년 세리에 A로 승격하는 데 도움을 주었다. 베네치아에서 2년 반의 시즌을 보낸 후, 포흐얀팔로는 2025년 2월, 약 500만 유로에 팔레르모에 인수되었다.
포흐얀팔로는 2012년 11월 18세의 나이로 핀란드 국가대표로 정식 국제 무대에 데뷔했으며, 이후 2018년과 2022년 FIFA 월드컵 예선 경기와 UEFA 유로 2020 결승 토너먼트에 출전하는 등 70경기 이상 출전했다.
포흐얀팔로는 강력한 헤드 플레이와 마무리 능력으로 유명하다.

## 구단 경력

### HJK
고향 클럽 HJK의 산물인 포흐얀팔로는 유소년 팀을 거쳐 2011년 16세의 나이에 리저브 팀 (클루비 04)에 처음 출전했다. 그는 2011년 10월 26일, RoPS를 상대로 베이카우스리가 데뷔 전을 치렀다. 클루비 04에서 핀란드 2부 리그에 합류한 첫 시즌 동안 21경기에 출전해 리그 33골을 기록하며 시즌 시리즈 선수로 선정되었다. 리저브에서의 뛰어난 활약에 힘입어 포흐얀팔로는 2011년 12월 7일, HJK와 새로운 계약을 체결하여 2015년까지 핀란드 수도에 머물렀다.

### 바이어 레버쿠젠
2016년 3월 21일, 바이어 레버쿠젠은 HJK 헬싱키에서 150만 유로의 이적료로 포흐얀팔로를 영구 계약할 수 있는 옵션을 행사했다고 발표했다.  2016년 8월 27일, 포흐얀팔로는 마침내 보루시아 묀헨글라트바흐와의 2016-17년 분데스리가 시즌 개막전에서 데뷔 전을 치렀다. 교체 투입된 지 1분 만에 득점했지만, 레버쿠젠이 2-1로 패배하는 것을 막기에는 역부족이었다. 포흐얀팔로는 레버쿠젠의 시즌 두 번째 경기에서 벤치에서 나와 해트트릭을 기록하며 팀이 함부르거 SV를 3-1로 이기는 데 기여했다. 이 두 경기 이후, 포흐얀팔로는 시즌 첫 두 경기에서 단 30분 만에 4골을 넣었다.
레버쿠젠에서 보낸 그의 시간은 여러 차례의 심각한 부상으로 인해 약 70경기에 출전하지 못하고 거의 조기에 선수 생활을 마감할 뻔했다. 포흐얀팔로는 클럽에서 보낸 7년 동안 레버쿠젠의 모든 대회에서 총 28경기에 출전해 8골을 기록하는 데 그쳤고, 경기에 출전한 후 대부분의 시간을 임대로 보냈다.

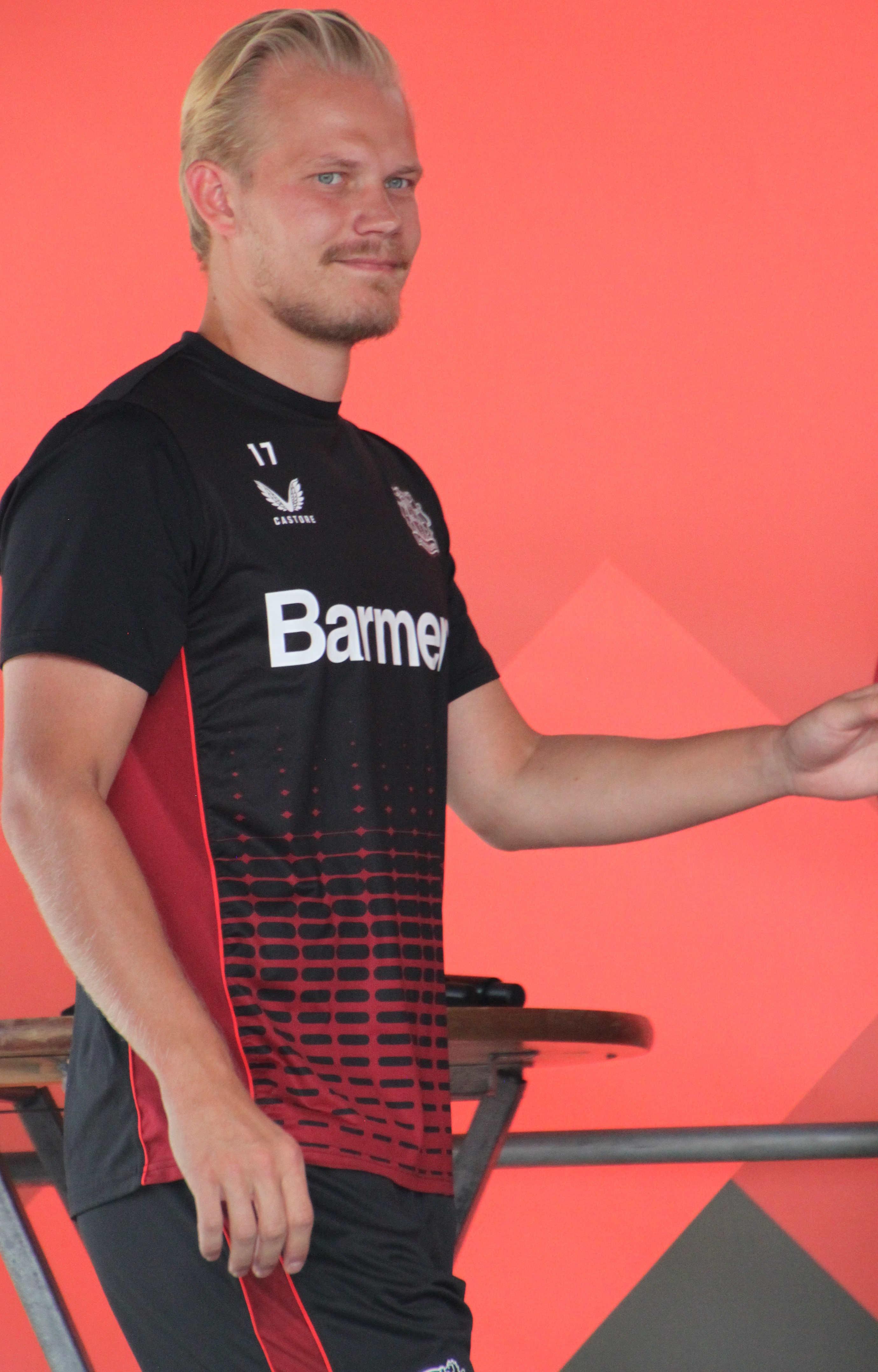
2022년 바이어 레버쿠젠과 함께한 포흐얀팔로

#### 함부르거 SV로의 임대
2020년 1월 24일, 포흐얀팔로는 2019-20년 시즌의 나머지 기간 동안 함부르거 SV로 임대되었다. 코로나19 범유행으로 인해 2020년 3월부터 5월까지 캠페인이 중단되었다. 시즌이 5월 중순에 계속되었기 때문에 포흐얀팔로는 이후 8경기 연속으로 7골을 넣었다. 결국 그는 2. 분데스리가에서 14경기에 출전해 9골을 기록했다.

#### 우니온 베를린로의 임대
2020년 9월 30일, 포흐얀팔로는 2020-21년 시즌을 위해 분데스리가 클럽 우니온 베를린으로 임대 이적했다. 11월에는 국제 경기에서 발목 부상을 당해 수술로 몇 달을 결장했다. 2021년 4월 24일, 포흐얀팔로는 베르더 브레멘과의 경기에서 3-1로 승리하는 과정에서 17분 만에 해트트릭을 기록했다.

#### 차이쿠르 리제스포르로의 임대
포흐얀팔로는 2021-22년 시즌을 위해 쉬페르리그의 차이쿠르 리제스포르로 임대되었다. 2022년 3월 18일, 포흐얀팔로는 트라브존스포르와의 경기에서 55분 교체 선수로 투입된 후 해트트릭을 기록하며 승부차기에서 3-2로 승리했다. 시즌이 끝날 무렵, 클럽의 강등과 임대 선수 지위로 인해 출전 시간이 줄어들었다. 그럼에도 불구하고 포흐얀팔로는 튀르키예에서 열린 단일 시즌 동안 33경기에 출전해 16골을 기록했다.

### 베네치아
2022년 8월 19일, 포흐얀팔로는 레버쿠젠을 떠나 이탈리아 클럽 베네치아와 3년 계약을 체결했으며, 옵션으로 2년 더 연장할 수 있었다. 이적료는 추가 옵션을 포함해 320만 유로로 알려졌다. 2월, 포흐얀팔로는 경기 후 팬들과 함께 경기장에서 맥주를 마시며 팀의 승리를 축하하는 등 국제적인 주목을 받았다. 5월 1일, 포흐얀팔로는 베네치아가 홈에서 모데나를 5-0으로 꺾는 동안 4골을 넣으며 경기 후 팬들의 활약 속에 맥주를 따라잡았다. 베네치아에서의 첫 시즌 동안, 포흐얀팔로는 19골과 7개의 어시스트를 기록하며 잔루카 라파둘라에 이어 2022-23년 세리에 B 시즌 두 번째로 좋은 득점자가 되었다. 또한 2023년 4월과 5월에 연속으로 세리에 B 이달의 선수로 선정되었다.
추측과 이적 소문에도 불구하고, 포흐얀팔로는 2023년 9월 13일 그의 29번째 생일에 베네치아와 재계약을 체결하고 2027년 6월 30일까지 새로운 계약을 체결했다. 그는 팀 주장 중 한 명으로 임명되었다. 12월 3일, 발 부상으로 인해 라인업에서 제외된 상태에서 포흐얀팔로와 구단주 던컨 L. 니더라우어가 홈 스탠드에서 울트라 서포터들과 함께 경기를 관람하는 모습이 목격되었으며, 베네치아는 스타디오 피에르 루이지 펜초에서 아스콜리를 꺾었다. 2024년 1월 14일, 포흐얀팔로는 삼프도리아와의 홈 경기에서 5-3으로 승리하며 해트트릭을 기록했다. 포흐얀팔로는 2024년 2월과 3월에도 세리에 B 이달의 선수로 선정되었다. 3월 15일, 팔레르모와의 원정 경기에서 포흐얀팔로는 3-0 승리를 거두며 두 골을 넣은 후 상대 팀 홈 관중들로부터 기립 박수를 받았다. 2023-24년 시즌, 포흐얀팔로는 22골을 기록하며 세리에 B 최다 득점자가 되었다. 6월 2일, 파올로 바놀리 감독이 이끄는 포흐얀팔로는 베네치아의 주장을 맡아 팔레르모와 크레모네세를 꺾고 승격 플레이오프를 통해 세리에 A로 복귀했다.

### 팔레르모
2025년 2월 3일, 포흐얀팔로는 세리에 B 클럽 팔레르모에 인수되었다. 그는 상당한 연봉 인상과 2029년 6월까지 유효한 계약을 제안받았다. 이적료는 약 550만 유로로 알려졌다. 이적 다음 날, 포흐얀팔로는 스타디오 렌초 바르베라의 수백 명의 팔레르모 팬들로부터 열렬한 환영을 받았다. 2월 16일, 클럽과의 두 번째 경기에서 포흐얀팔로는 팔레르모에서 첫 골을 넣으며 팀이 만토바를 상대로 2-2 무승부를 기록하는 데 도움을 주었다. 일주일 후, 그는 코센차와의 원정 경기에서 팔레르모에서 두 번째 골을 넣으며 3-0 승리를 거두었다. 2025년 3월 8일, 삼프도리아와의 1-1 무승부에서 골을 넣은 후, 포흐얀팔로는 4경기 연속으로 4골을 넣었다.

## 국가대표팀 경력
포흐얀팔로는 2012년 11월 14일, 키프로스와의 친선 경기에서 3-0으로 승리하며 핀란드 국가대표팀 데뷔 전을 치렀고, 70분에 테무 푸키를 교체 투입했다. 그는 슬로베니아와의 친선 경기에서 골을 넣을 뻔했으나, 그의 슛이 골대를 맞고 나왔고, 카스페르 해맬래이넨에 의해 마무리되었다. 다음 친선 경기인 헝가리와의 경기에서는 교체 선수로 출전하여 첫 국제 경기 골을 기록하며 동점을 만들었다. 그는 2014년 9월 7일, 페로 제도와의 경기에서 89분 테무 푸키를 대신해 교체 선수로 출전하며 UEFA 유럽 축구 선수권 대회 예선 경기 데뷔 전을 치렀다. 그는 2015년 9월 4일, 피레아스의 카라이스카키스 스타디움에서 열린 그리스와의 UEFA 유로 2016 예선 경기에서 첫 골을 기록했다.
2021년 6월 12일, 포흐얀팔로는 UEFA 유로 2020 결승전 핀란드 개막전에서 덴마크를 상대로 1-0으로 승리하는 유일한 골인 헤더를 기록하며 자국에 첫 골이자 주요 대회 우승을 안겼다. 그는 경기 초반 생명을 위협하는 심정지를 겪은 덴마크 미드필더 크리스티안 에릭센을 기리기 위해 세레머니를 하지 않았다.

## 수상

### 클럽
클루비 04
- 핀란드 2부리그 그룹 A: 2011

HJK
- 베이카우스리가: 2012, 2013